# Mario Briceño Iragorry (historiador)

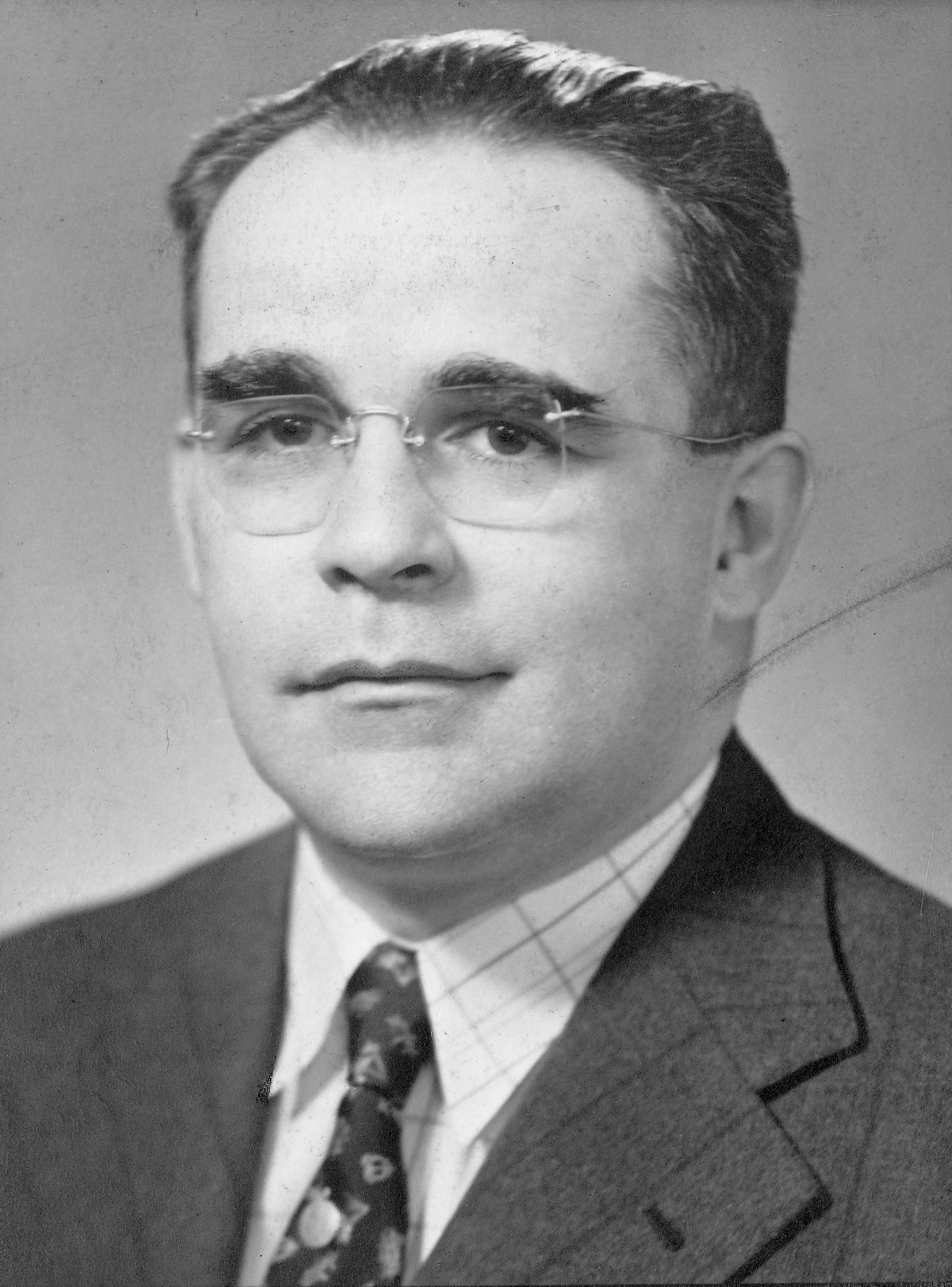
Mario Briceño Iragorry

Mario Briceño Iragorry (Trujillo, Estado de Trujillo, 15 de setembro de 1897 - †Caracas, 6 de junho de 1958) foi um advogado, historiador, escritor, diplomata e político venezuelano. Filho de Jesús Briceño Valero e de María Iragorry. Estudou o primário em seu povoado natal e o ensino médio no Colégio Federal de Varões de Valera. Em 1912, se mudou para Caracas e ingresó na Academia Militar onde conheceu o futuro presidente Isaías Medina Angarita. Em 1914, voltou para Trujillo, onde exereceu o jornalismo. Mudou-se para Mérida em 1918 para seguir os estudos de Direito na Universidade de Los Andes, onde em 1920, graduou-se como advogado.
Em Mérida conheceu Josefina Picón Gabaldón, com quem casou em 1923. Foi diretor de política e encarregado da secretaría do Estado de Mérida em 1919. Em 1921 regressou a Caracas, ingressando na Direção de Política Internacional do Ministério de Relações Exteriores junto com Lisandro Alvarado, Jacinto Fombona Pachano e José Antonio Ramos Sucre. Simultaneamente, era docente do Liceo Andrés Bello, do qual chegou a ser diretor. Em 1922 tornou-se Secretário da Câmara de Deputados e posteriormente Cênsul da Venezuela em Nova Orleans (1923-25).
Em 1927, Briceño regressou a Trujillo para exercer a presidência interina desse estado.  
Nesse mesmo ano, foi diretor da Escola de Ciências Políticas. Em 1928, foi designado presidente do estado de Carabobo e Secretário da Universidade Central de Venezuela.
Mario Briceño Iragorry se incorporou à Academia Nacional de Historia e da Língua em 1932. De 1936 até 1941 foi ministro plenipotenciário na América Central, com sede em San José, Costa Rica.
Briceño desempenhou também a Direção do Arquivo Geral da Nação (1942-1943), o Governo do Estado Bolívar (1943-1944) e a presidência do Congresso da República da Venezuela (1945). 
Quando o governo de Isaías Medina Angarita foi derrubado em 18 de outubro de 1945, Briceño Iragorry foi detido, mas poucos dias depois foi liberto e se dedicou a exercer sua profissão de advogado.
Em 1948, recebeu o Prêmio Nacional de Literatura por seu livro «El regente Heredia o la Piedad heroica» e em 1949 foi nomeado embaixado na Colômbia. 
Briceño Iragorry apoiou a candidatura presidencial de Jóvito Villalba nas eleições  de 1952 mas o desconhecimento das eleições pela Junta Militar foi exilado em Costa Rica no ano de 1953 e logo em Madrid (1953-1958). Nesses anos esteve desenvolvendo seus ideais político sobre o nacionalismo através de diferentes publicações.
Em abril de 1958, Mario Briceño Iragorry retornou à Venezuela. Dois meses mais tarde  morreu. Seus restos foram levados ao Panteón Nacional em 6 de março de 1991.

## Obras
- Horas (1921)
- Motivos (1922)
- Ventanas en la noche (1925)
- El Caballo de Ledesma (1951)
- Relación geográfica de la Provincia de Cuyas
- Trujillo
- Sentido y Ámbito del Congreso de Angostura
- Lecturas  Venezolanas
- Sentido y presencia de Miranda
- Tapices de Historia Patria
- La Tragedia  de Peñalver
- Por la ciudad hacia el mundo (1957)